# Husarenmanöver
Ihr Korporal (deutscher Titel: Husarenmanöver) ist eine österreichische Filmkomödie aus dem Jahr 1956 nach dem Lustspiel „Ihr Korporal“ von Karl Costa (1877).

## Handlung
Um seinem Sohn Roderich, der für den abzuleistenden Dienst bei den Husaren nicht sehr geeignet ist, das Leben zu erleichtern, versucht Vater Lampl dessen Vorgesetzten Korporal Fekete günstig zu stimmen. Bei einer Einladung in Lampls Haus verliebt sich der Korporal in Lampels Schwägerin Therese, die allerdings eine sehr resolute junge Frau ist und ihre aufkeimenden Gefühle zu verbergen weiß. Als sie durch ein Missverständnis auch noch meint, Fekete mache Köchin Marie den Hof, wendet sie sich gekränkt von ihm ab.
Währenddessen gelingt es Roderich, seine Situation bei den Husaren zu verbessern. Er hat sich in die Tochter seines Obersten, Isabell Mannstorf verliebt, die sich seiner annimmt und mit deren Hilfe er seine Fähigkeiten im Reiten wesentlich verbessern kann. Durch einen Glücksfall kann er sich auch im Manöver hervortun. Korporal Fekete gelingt es schließlich auch, das Missverständnis aufzuklären und Therese für sich zu gewinnen.

## Kritik
„Ein albernes Militärlustspiel mit bunten Uniformen, flotter Marschmusik und feschen Wiener Mädeln. Nicht mehr als eine Operettenklamotte, matt in Handlung, Regie und Darstellung.“